# Phare de Sassnitz
Le phare de Sassnitz (en allemand : Molenfeuer Sassnitz) est un phare de port actif situé sur le mole est du port de Sassnitz de l'île de Rügen dans l'arrondissement de Poméranie-Occidentale-Rügen (Mecklembourg-Poméranie-Occidentale), en Allemagne.
Il est géré par la WSV de Stralsund .

## Histoire
Le phare de Kollicker Ort  a été mis en service en 1937.

## Description
Le phare  est une tour octogonale en fonte de 12 m de haut, avec une galerie et une lanterne. La tour est peinte en vert avec une bande blanche centrale. Son feu à occultations émet, à une hauteur focale de 15 m, un long éclat blanc, rouge et vert de 5 secondes, selon divers secteurs, par période de 6 secondes. Sa portée est de 10 milles nautiques (environ 19 km) pour le feu blanc, 8 milles nautiques (environ 15 km) pour le rouge et le feu vert.
Identifiant : ARLHS : FED-207 - Amirauté : C2602 - NGA : 5916.

## Caractéristiques dufeu maritime
Fréquence : 6 secondes (WRG)
- Lumière : 5 secondes
- Obscurité : 1 seconde

|              |
| Île de Rügen |

|          |
| Le phare |

### Lien connexe
- Liste des phares en Allemagne